# Concejo Regional Sdot Néguev
El Concejo Regional de Sdot Néguev (en hebreo: מועצה אזורית שדות נגב) (transliterado: Moatza Azorit Sdot Néguev) es un concejo regional situado en el desierto noroeste del Néguev, en el Distrito meridional de Israel.
El concejo regional de Sdot Néguev fue establecido en 1951 por los colonos de la organización sionista religiosa HaPoel HaMizrahi. El concejo regional abarca 16 comunidades: 2 kibbutzim, 12 moshavim y 2 asentamientos comunitarios. A pesar de los frecuentes ataques con cohetes desde la cercana Franja de Gaza, la población de la región de Sdot Néguev ha aumentado un 55% por ciento desde 2006. Los residentes del concejo han citado el sistema educativo, la atmósfera, y el estilo de vida rural como incentivos para trasladarse a esta parte del desierto del Néguev.

## Lista de municipios

### Asentamientos
| Asentamientos | hebreo |
| ------------- | ------ |
| Magalim       | מעגלים |
| Tushia        | תושיה  |

### Kibutzim
| Kibutz | hebreo |
| ------ | ------ |
| Alumim | עלומים |
| Saad   | סעד    |

### Moshavim
| Moshav      | hebreo    |
| ----------- | --------- |
| Beit HaGadi | בית הגדי  |
| Guivolim    | גבעולים   |
| Kfar Maimón | כפר מימון |
| Mlilot      | מלילות    |
| Sharsheret  | שרשרת     |
| Shibolim    | שיבולים   |
| Shokeda     | שוקדה     |
| Shuva       | שובה      |
| Tkuma       | תקומה     |
| Yoshivia    | יושיביה   |
| Zimrat      | זמרת      |
| Zeruah      | זרועה     |